# Lifelogging
Lifelogging, Selbstvermessung  oder Self-Tracking bezeichnet das Protokollieren verschiedener Aspekte des alltäglichen Lebens durch Activity Tracker, Kameraaufnahmen und/oder selbsterstellte (digitale) Dokumente. Als Ziele gelten u. a. Leistungsverbesserung in Sport und Arbeit, Veränderung ungesunder Gewohnheiten oder das Erstellen einer möglichst umfassenden Dokumentation des Lebenslaufs. Die Quantified-Self-Bewegung (QS) gilt als Vorreiter des Lifelogging in dieser Bedeutung. 
Digitale Selbstvermessung ist integraler Bestandteil vieler digitaler gesundheitsbezogener Kommunikationstechnologien und wird intensiv genutzt. Digitale Selbstvermessung ist, wie deren historische Vorläufer, mit verschiedenen Chancen (z. B. für die Gesundheitserziehung) und Risiken (z. B. politische Instrumentalisierung) für Individuen und Gesellschaft in verschiedenen politischen Kontexten verbunden.